# Empirisme

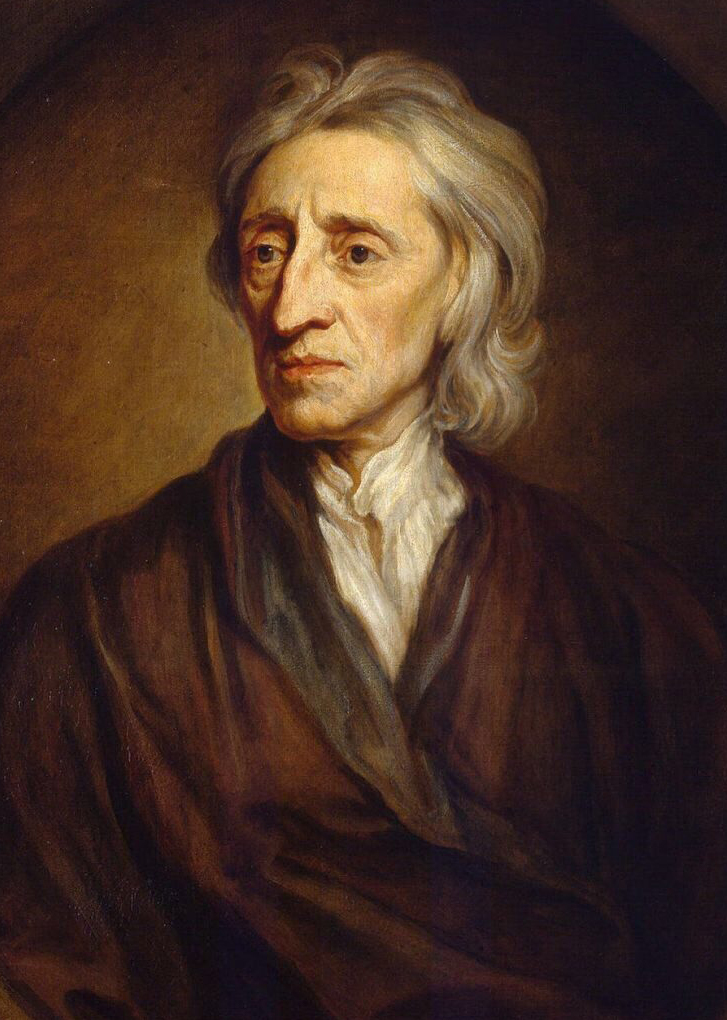
John Locke, fundador de l'Empirisme britànic.

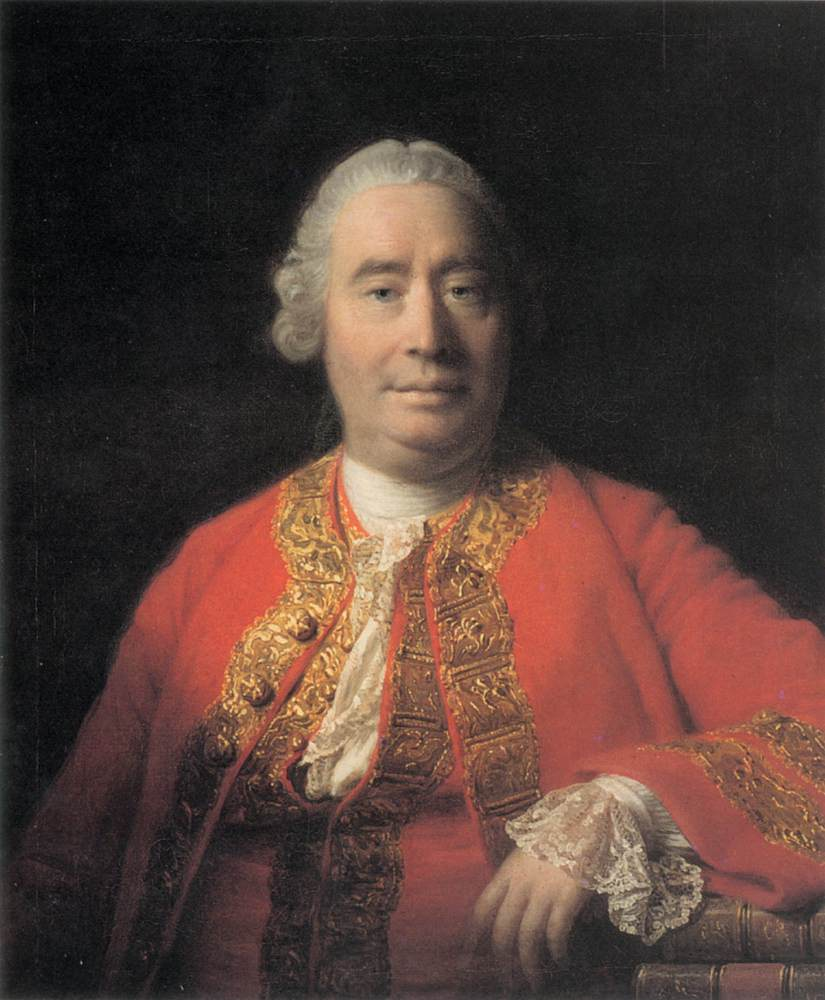
David Hume.

L'empirisme és un corrent filosòfic sorgit a les Illes Britàniques al segle xviii que és tradicionalment considerat com a oposat al racionalisme.
S'inscriu dins de la filosofia moderna (segles xvii-xviii), que té com a principal problema l'estudi dels orígens i límits del coneixement (epistemologia). Segons els empiristes, aquest coneixement prové de l'experiència i està limitat per aquesta.
Alguns dels seus precedents més importants foren Aristòtil i Sant Tomàs d'Aquino, amb John Locke i David Hume com a principals representants de l'empirisme modern. Va ser especialment desenvolupat a les Illes Britàniques, on esdevingué la tradició dominant. Posteriorment va influir en el positivisme.

## Etimologia
El mot (empirisme) prové del grec empíria o empeireia, que significa "experiència".

## Tesis
El coneixement es basa en l'experiència, que s'obté de la percepció o les dades que els sentits poden extreure del món exterior al cos humà i que després la ment configura en forma d'idees. Tot allò que excedeixi als límits dels sentits no és cognoscible, incloent-hi les idees metafísiques com la de Déu. La percepció actua com a font i garantia de veritat, ja que allò veritable serà allò que concordi amb la informació que aporten els sentits (l'anomenat criteri de correspondència).
En conseqüència, els empiristes rebutgen el concepte d'idees innates (innatisme), perquè les idees són sempre secundàries o derivades de l'experiència i la racionalitat és solament el mecanisme per gestionar-les, ja que per ella mateixa no pot arribar al coneixement. Com que el món extern pot canviar a cada percepció, és necessari anar comprovant l'adequació de les afirmacions sobre la realitat amb les dades de l'experiència, fet que constitueix el fonament de la ciència.

## Les ciències empíriques
El coneixement empíric és el coneixement basat en l'experiència i, en últim terme, en l'observació, car ens diu què és el que existeix i quines són les seves característiques, però no ens diu si aquesta cosa és necessàriament així i no d'una altra forma; tampoc ens dona una veritat universal.
El coneixement empíric té un caràcter: 
- Particular: Quan no es pot garantir que la cosa coneguda es compleixi sempre i en tots els casos, com succeeix amb el coneixement: "A la tardor, els arbres perden les seves fulles".

- Contingent: L'objecte al qual li atribuïm una propietat o característica que es pot pensar que no la tingui: fins i tot si fins ara els arbres sempre han perdut les seves fulles a la tardor, es pot pensar que en un temps futur no les perdin.

L'empirisme considera que tot coneixement de la Naturalesa és a posteriori, no obstant això Kant va creure que una part d'aquest coneixement era a priori (universal i necessari), i això partint de la base que "tot coneixement comença amb l'experiència, però no per això tot ell procedeix de l'experiència".
Les ciències empíriques s'ocupen de la realitat, dels fets i esdeveniments que passen en el món, i de les seves relacions. Tenen contingut empíric, que sorgeix de l'observació i l'experiència. A més les seves afirmacions han de ser comprovades per recurs a l'experiència.
N'hi ha de tipus:
- Naturals: s'ocupen de la realitat natural, com la física, la química o la biologia.
- Socials o humanes: s'ocupen de la realitat social i humana: sociologia, economia, política, història, i psicologia.